# 12月だけのクリスチャン
12月だけのクリスチャン（じゅうにがつだけのクリスチャン）はザ・グルーヴァーズのシングル。

## 内容
メジャーデビュー後初のシングルリリース及びバンド初のマキシ・シングル。

## 批評
CDジャーナルは「全国的に蔓延する12月の浮かれ気分にケリをいれる痛快作。」と評した。

## 収録曲
全曲　作詞・作曲：藤井一彦、編曲：THE GROOVERS
1. 12月だけのクリスチャン
2. ゲームは終わらない（Version II：WINTER）
3. 錯覚（LIVE）